# Iran aux Jeux mondiaux de 2017
Cet article contient des informations sur la participation et les résultats de l' Iran aux Jeux mondiaux de 2017 à Wrocław en Pologne.

## Médailles

### Or
| Sport              | Discipline             | Sportifs                  |
| Médailles d'or : 2 |                        |                           |
| Escalade           | Hommes - vitesse       | Reza Alipourshenazandifar |
| Karaté             | Hommes - Kumite +84 kg | Zabiollah Poorshab (en)   |

### Argent
| Sport                  | Discipline             | Sportifs                |
| Médailles d'argent : 8 |                        |                         |
| Ju-jitsu               | Hommes - Combat -94 kg | Mohsen Hamid Aghchay    |
| Karaté                 | Femmes - Kumite +68 kg | Hamideh Abbasali        |
| Karaté                 | Hommes - Kumite -60 kg | Amir Mehdizadeh (en)    |
| Karaté                 | Hommes - Kumite -75 kg | Aliasghar Asiabari (fa) |
| Karaté                 | Hommes - Kumite +84 kg | Sajad Ganjzadeh         |
| Tir à l'arc            | Hommes - Arc à poulies | Esmaeil Ebadi           |
| Muay-thaï              | Hommes -63,5 kg        | Ali Zarinfar            |
| Muay-thaï              | Hommes -71 kg          | Masoud Minaei           |

### Bronze
| Sport                                     | Discipline   | Sportifs           |
| Médaille de bronze : 1 (+1 démonstration) |              |                    |
| Billard                                   | Snooker      | Soheil Vahedi (en) |
| Kick-boxing (dem.)                        | Hommes 86 kg | Omid Nosrati       |